# Bilan saison par saison des Flyers de Philadelphie
Les Flyers de Philadelphie sont une franchise de la Ligue nationale de hockey depuis l'expansion de la Ligue en 1967.

Cette page retrace les résultats de l'équipe depuis cette première saison.

## Résultats
| Saison            | PJ             | V              | D              | N              | DP             | DTB            | BP             | BC             | Pts            | Classement                 | Séries éliminatoires                                                   | Entraîneur                    |
| ----------------- | -------------- | -------------- | -------------- | -------------- | -------------- | -------------- | -------------- | -------------- | -------------- | -------------------------- | ---------------------------------------------------------------------- | ----------------------------- |
| 1967-1968         | 74             | 31             | 32             | 11             | —              | —              | 173            | 179            | 73             | 1er division Ouest         | 3-4 Blues                                                              | Keith Allen                   |
| 1968-1969         | 76             | 20             | 35             | 21             | —              | —              | 174            | 225            | 61             | 3e division Ouest          | 0-4 Blues                                                              | Keith Allen                   |
| 1969-1970         | 76             | 17             | 35             | 24             | —              | —              | 197            | 225            | 58             | 5e division Ouest          | Non qualifiés                                                          | Vic Stasiuk                   |
| 1970-1971         | 78             | 28             | 33             | 17             | —              | —              | 207            | 225            | 73             | 3e division Ouest          | 0-4 Black Hawks                                                        | Vic Stasiuk                   |
| 1971-1972         | 78             | 26             | 38             | 14             | —              | —              | 200            | 236            | 66             | 5e division Ouest          | Non qualifiés                                                          | Fred Shero                    |
| 1972-1973         | 78             | 37             | 30             | 11             | —              | —              | 296            | 256            | 85             | 2e division Ouest          | 4-2 North Stars 1-4 Canadiens                                          | Fred Shero                    |
| 1973-1974         | 78             | 50             | 16             | 12             | —              | —              | 273            | 164            | 112            | 1er division Ouest         | 4-0 Flames 4-3 Rangers 4-2 Bruins Champions de la Coupe Stanley        | Fred Shero                    |
| 1974-1975         | 80             | 51             | 18             | 11             | —              | —              | 293            | 181            | 113            | 1er division Patrick       | 4-0 Maple Leafs 4-3 Islanders 4-2 Sabres Champions de la Coupe Stanley | Fred Shero                    |
| 1975-1976         | 80             | 51             | 13             | 16             | —              | —              | 348            | 209            | 118            | 1er division Patrick       | 4-3 Maple Leafs 4-1 Bruins 0-4 Canadiens                               | Fred Shero                    |
| 1976-1977         | 80             | 48             | 16             | 16             | —              | —              | 323            | 213            | 112            | 1er division Patrick       | 4-2 Maple Leafs 0-4 Bruins                                             | Fred Shero                    |
| 1977-1978         | 80             | 45             | 20             | 15             | —              | —              | 296            | 200            | 105            | 2e division Patrick        | 2-0 Rockies 4-1 Sabres 1-4 Bruins                                      | Fred Shero                    |
| 1978-1979         | 80             | 40             | 25             | 15             | —              | —              | 281            | 248            | 95             | 2e division Patrick        | 2-1 Canucks 1-4 Rangers                                                | Bob McCammon Pat Quinn        |
| 1979-1980         | 80             | 48             | 12             | 20             | —              | —              | 327            | 254            | 116            | 1er division Patrick       | 3-0 Oilers 4-1 Rangers 4-1 North Stars 2-4 Islanders                   | Pat Quinn                     |
| 1980-1981         | 80             | 41             | 24             | 15             | —              | —              | 313            | 249            | 97             | 2e division Patrick        | 3-2 Nordiques 3-4 Flames                                               | Pat Quinn                     |
| 1981-1982         | 80             | 38             | 31             | 11             | —              | —              | 325            | 313            | 87             | 3e division Patrick        | 1-3 Rangers                                                            | Pat Quinn Bob McCammon        |
| 1982-1983         | 80             | 49             | 23             | 8              | —              | —              | 326            | 240            | 106            | 1er division Patrick       | 0-3 Rangers                                                            | Bob McCammon                  |
| 1983-1984         | 80             | 44             | 26             | 10             | —              | —              | 350            | 290            | 98             | 3e division Patrick        | 0-3 Capitals                                                           | Bob McCammon                  |
| 1984-1985         | 80             | 53             | 20             | 7              | —              | —              | 348            | 241            | 113            | 1er division Patrick       | 3-0 Rangers 4-1 Islanders 4-2 Nordiques 1-4 Oilers                     | Mike Keenan                   |
| 1985-1986         | 80             | 53             | 23             | 4              | —              | —              | 335            | 241            | 110            | 1er division Patrick       | 2-3 Rangers                                                            | Mike Keenan                   |
| 1986-1987         | 80             | 46             | 26             | 8              | —              | —              | 310            | 245            | 100            | 1er division Patrick       | 4-2 Rangers 4-3 Islanders 4-2 Canadiens 3-4 Oilers                     | Mike Keenan                   |
| 1987-1988         | 80             | 38             | 33             | 9              | —              | —              | 292            | 292            | 85             | 3e division Patrick        | 3-4 Capitals                                                           | Mike Keenan                   |
| 1988-1989         | 80             | 36             | 36             | 8              | —              | —              | 307            | 285            | 80             | 4e division Patrick        | 4-2 Capitals 4-3 Penguins 2-4 Canadiens                                | Paul Holmgren                 |
| 1989-1990         | 80             | 30             | 39             | 11             | —              | —              | 290            | 297            | 71             | 6e division Patrick        | Non qualifiés                                                          | Paul Holmgren                 |
| 1990-1991         | 80             | 33             | 37             | 10             | —              | —              | 252            | 267            | 76             | 5e division Patrick        | Non qualifiés                                                          | Paul Holmgren                 |
| 1991-1992         | 80             | 32             | 37             | 11             | —              | —              | 252            | 273            | 75             | 6e division Patrick        | Non qualifiés                                                          | Paul Holmgren Bill Dineen     |
| 1992-1993         | 84             | 36             | 37             | 11             | —              | —              | 319            | 319            | 83             | 5e division Patrick        | Non qualifiés                                                          | Bill Dineen                   |
| 1993-1994         | 84             | 35             | 39             | 10             | —              | —              | 294            | 314            | 80             | 6e division Atlantique     | Non qualifiés                                                          | Terry Simpson                 |
| 1994-1995         | 48             | 28             | 16             | 4              | —              | —              | 150            | 132            | 60             | 1er division Atlantique    | 4-1 Sabres 4-0 Rangers 2-4 Devils                                      | Terry Murray                  |
| 1995-1996         | 82             | 45             | 24             | 13             | —              | —              | 282            | 208            | 103            | 1er division Atlantique    | 4-2 Lightning 2-4 Panthers                                             | Terry Murray                  |
| 1996-1997         | 82             | 45             | 24             | 13             | —              | —              | 274            | 217            | 103            | 2e division Atlantique     | 4-1 Penguins 4-1 Sabres 4-1 Rangers 0-4 Red Wings                      | Terry Murray                  |
| 1997-1998         | 82             | 42             | 29             | 11             | —              | —              | 242            | 193            | 95             | 2e division Atlantique     | 1-4 Sabres                                                             | Wayne Cashman Roger Neilson   |
| 1998-1999         | 82             | 37             | 26             | 19             | —              | —              | 231            | 196            | 93             | 2e division Atlantique     | 2-4 Maple Leafs                                                        | Roger Neilson                 |
| 1999-2000         | 82             | 45             | 22             | 12             | 3              | —              | 237            | 179            | 105            | 1er division Atlantique    | 4-1 Sabres 4-2 Penguins 3-4 Devils                                     | Roger Neilson                 |
| 2000-2001         | 82             | 43             | 25             | 11             | 3              | —              | 240            | 207            | 100            | 2e division Atlantique     | 2-4 Sabres                                                             | Craig Ramsay Bill Barber      |
| 2001-2002         | 82             | 42             | 27             | 10             | 3              | —              | 234            | 192            | 97             | 1er division Atlantique    | 1-4 Senators                                                           | Bill Barber                   |
| 2002-2003         | 82             | 45             | 20             | 13             | 4              | —              | 211            | 166            | 107            | 2e division Atlantique     | 4-3 Maple Leafs 2-4 Senators                                           | Ken Hitchcock                 |
| 2003-2004         | 82             | 40             | 21             | 15             | 6              | —              | 229            | 186            | 101            | 1er division Atlantique    | 4-1 Devils 4-2 Maple Leafs 3-4 Lightning                               | Ken Hitchcock                 |
| 2004-2005         | Saison annulée | Saison annulée | Saison annulée | Saison annulée | Saison annulée | Saison annulée | Saison annulée | Saison annulée | Saison annulée | Saison annulée             | Saison annulée                                                         | Saison annulée                |
| 2005-2006         | 82             | 45             | 26             | —              | 5              | 6              | 267            | 258            | 101            | 2e division Atlantique     | 2-4 Sabres                                                             | Ken Hitchcock                 |
| 2006-2007         | 82             | 22             | 48             | —              | 6              | 6              | 214            | 303            | 56             | 5e division Atlantique     | Non qualifiés                                                          | Ken Hitchcock John Stevens    |
| 2007-2008         | 82             | 42             | 29             | —              | 5              | 6              | 248            | 233            | 95             | 4e division Atlantique     | 4-3 Capitals 4-1 Canadiens 1-4 Penguins                                | John Stevens                  |
| 2008-2009         | 82             | 44             | 27             | —              | 5              | 6              | 264            | 238            | 99             | 3e division Atlantique     | 2-4 Penguins                                                           | John Stevens                  |
| 2009-2010         | 82             | 41             | 35             | —              | 3              | 3              | 236            | 225            | 88             | 3e division Atlantique     | 4-1 Devils 4-3 Bruins 4-1 Canadiens 2-4 Blackhawks                     | John Stevens Peter Laviolette |
| 2010-2011         | 82             | 47             | 23             | -              | 5              | 7              | 259            | 223            | 106            | 1er division Atlantique    | 4-3 Sabres 0-4 Bruins                                                  | Peter Laviolette              |
| 2011-2012         | 82             | 47             | 26             | —-             | 2              | 7              | 264            | 232            | 103            | 3e division Atlantique     | 4-2 Penguins 1-4 Devils                                                | Peter Laviolette              |
| 2012-2013         | 48             | 23             | 22             | —-             | 1              | 2              | 133            | 141            | 49             | 4e division Atlantique     | Non qualifiés                                                          | Peter Laviolette              |
| 2013-2014         | 82             | 42             | 30             | —              | 2              | 8              | 236            | 235            | 94             | 3e division Métropolitaine | 3-4 Rangers                                                            | Peter Laviolette Craig Berube |
| 2014-2015         | 82             | 33             | 31             | —              | 7              | 11             | 215            | 234            | 84             | 6e division Métropolitaine | Non qualifiés                                                          | Craig Berube                  |
| 2015-2016         | 82             | 41             | 27             | —              | 6              | 8              | 214            | 218            | 96             | 5e division Métropolitaine | 2-4 Capitals                                                           | Dave Hakstol                  |
| 2016-2017         | 82             | 39             | 33             | —              |                |                | 219            | 236            | 88             | 6e division Métropolitaine | Non qualifiés                                                          | Dave Hakstol                  |
| 2017-2018         | 82             | 42             | 26             | —              |                |                | 251            | 243            | 98             | 3e division Métropolitaine | 2-4 Penguins                                                           | Dave Hakstol                  |
| 2018-2019         | 82             | 37             | 37             | —              |                |                | 244            | 281            | 82             | 6e division Métropolitaine | Non qualifiés                                                          | Dave Hakstol Scott Gordon     |
| 2019-2020         | 69             | 41             | 21             | —              |                |                | 232            | 196            | 89             | 2e division Métropolitaine | 4-2 Canadiens 1-4 Islanders                                            | Alain Vigneault               |
| 2020-2021 Détails | 56             | 25             | 23             | —              |                |                | 163            | 201            | 58             | 6e division Est            | Non qualifiés                                                          | Alain Vigneault               |